# Datenassimilation
Die Datenassimilation bezeichnet in der Meteorologie, insbesondere in der numerischen Wettervorhersage, eine Methode zur Anpassung eines Wettervorhersagemodells an die tatsächliche Entwicklung der Atmosphäre. Mathematisch gesehen, stellt die numerische Wettervorhersage ein Anfangswertproblem dar, das unterbestimmt ist. Sinn der Datenassimilation ist es, ein dreidimensionales Bild der Erdatmosphäre und deren Unterlage für einen bestimmten Zeitpunkt zu entwerfen. Dieses Bild stellt den Anfangszustand, der als Ausgangspunkt für die Wettervorhersage dient, dar.